# Salvador Guardiola
Salvador Guardiola Torá (5 de setembro de 1988) é um ciclista profissional espanhol. Atualmente milita nas fileiras do conjunto Kinan Cycling Team.

## Biografia
Estreiou no final do 2009 como stagiaire (aprendiz à prova) com o Contentpolis-Ampo.
Entre 2010 e 2013 esteve na equipa Heraklion Kastro-Múrcia e suas diferentes denominações graças a patrocínios espanhóis (Região de Múrcia, Gios Deyser e Diputación de León). Conseguiu destacar minimamente no Tour da Grécia 2012 onde foi segundo numa etapa e décimo na classificação geral.
Depois de terminar de receber essa equipa apoio por empresas e instituições espanholas Salvador assinou em 2013 um contrato por uma temporada com a equipa Team Differdange-Losch do Luxemburgo. Foi a quarta temporada de Guardiola no campo profissional, no que estreia no final de 2009, e ao ciclista, que destaca por ser um bom rodador.

## Palmarés

### Estrada
- 2017
  - 1 etapa do Tour de Tochigi

### Pista
- 2012
  - 2.º no Campeonato da Espanha Perseguição por Equipas (fazendo equipas com Pablo Aitor Bernal, Rubén Fernández e Eloy Teruel)

## Equipas
- Contentpolis-Ampo (2009)
- Heraklion/KTM/Gios Deyser (2010-2012)
- Heraklion Kastro-Múrcia (2010)[4]
- KTM-Murcia (2011)
- Gios Deyser-Leon Kastro (2012)
- Team Differdange-Losch (2013)
- PinoRoad (01.01.2014-30.02.2014)
- Team Ukyo (01.07.2014-2017)
- Kinan Cycling Team (2018-)